# Aleksei Tișcenko
Aleksei Tișcenko (n. 29 mai 1984, Rubtsovsk, RSFS Rusă, URSS) este un boxer ce a reprezentat Rusia, medaliat olimpic. A participat la 2 ediții ale Jocurilor Olimpice (2004, 2008) în care a câștigat două medalii de aur.